# Abbaye du Lys
Pour les articles homonymes, voir Lys.
L'ancienne abbaye royale Notre-Dame du Lys, aujourd'hui en ruine, est une abbaye cistercienne de moniales fondée par Blanche de Castille et par saint Louis en 1244. Elle se situe en bordure du centre-ville de la commune de Dammarie-les-Lys, à quatre kilomètres en aval de Melun, dans le sud de la Seine-et-Marne. Livrée aux pillages, transformée en enclos à bœufs à la Révolution, puis vendue comme ruine romantique à un Suisse en 1796, l'abbaye a été classée Monument historique par arrêté du 30 décembre 1930.

## Histoire

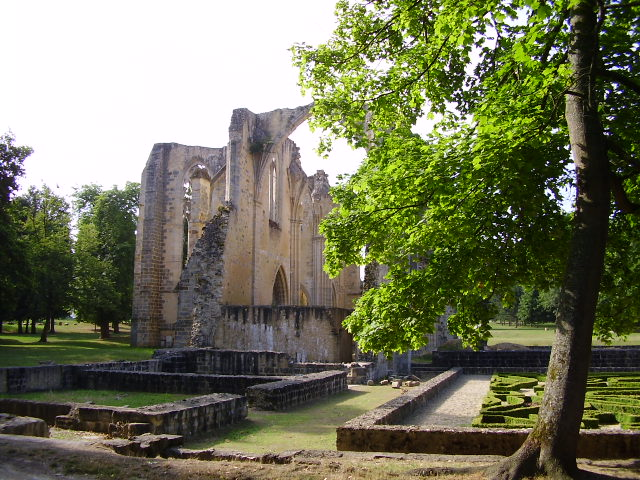
Vue des jardins de l'abbaye.

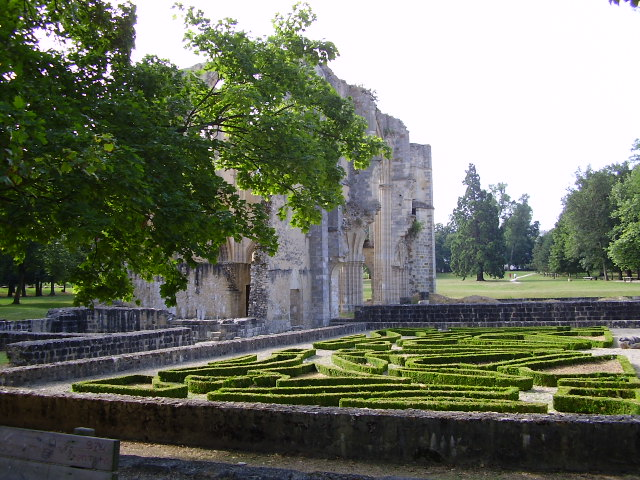
Vue des jardins de l'abbaye.

La fondation de Notre-Dame du Lys participe de la période d'épanouissement de l'ordre de Cîteaux, période qui va du XIIe siècle jusque vers le milieu du XIIIe siècle et durant laquelle un grand nombre de monastères d'hommes et de femmes sortent de terre. Les monastères d'hommes sont créés plutôt dans la première moitié du XIIe siècle et les monastères de femmes à la fin du XIIe siècle et au début du XIIIe siècle. De 1226 à 1248, pendant la minorité et les premières années du règne de saint Louis, c'est-à-dire pendant la période qui précède immédiatement la fondation de l'abbaye du Lys, de nombreux couvents cisterciens sont fondés et plusieurs églises consacrées. Le 24 octobre 1227 ont lieu la consécration et la dédicace de la magnifique église abbatiale que les cisterciens ont construite à Longpont. La même année voit la création des abbayes Notre-Dame du Trésor et de Royaumont, ainsi que le rattachement du couvent Panthémont à l'ordre de Cîteaux. En 1231, l'abbaye Notre-Dame des Prés est fondée près de Troyes. En 1233, c'est la consécration et la dédicace de l'église Saint-Antoine-des-Champs par Guillaume d'Auvergne, évêque de Paris. En 1236, Blanche de Castille jette les fondements de Notre-Dame-la-Royale (Maubuisson), près de Pontoise ; en 1244, ceux de l'abbaye Notre-Dame du Lys, près de Melun. Sur les huit abbayes précitées, deux sont des abbayes d'hommes, Longpont et Royaumont ; toutes les autres sont des abbayes de femmes.

### Le problème de la fondation
Le problème de la fondation de l'abbaye du Lys est délicat. Les actes touchant à l'abbaye et qui émanent de Louis IX semblent, à première vue, contradictoires. Dans la charte de fondation de juin 1248, il déclare qu'il a fondé et fait construire l'abbaye du Lys sur ses propres ressources, sans associer à son nom celui de sa mère, Blanche de Castille. Un mois plus tard, en juillet 1248, de Lyon, le roi accorde un droit d'usage dans la Forêt de Bière à l'abbaye dans lequel il mentionne sa mère comme la fondatrice du Lys. Les  actes royaux de ses successeurs ne sont guère plus éclairants : Philippe IV le Bel, son petit-fils, ainsi que Philippe V le Long qualifient Louis IX de fondateur de l'abbaye, tandis que Philippe VI de Valois fait référence à Blanche de Castille.
Joinville, dans sa Vie de saint Louis, introduit une distinction intéressante. "Et otroia [Louis IX] à sa mère à fonder l'abbaïe dou liz de lez Melun sur Seinne a celle de lez Pontoise que l'on nomme Malbisson et puis leur donna grans rentes et possessions". Ainsi, l'abbaye les aurait-elle eu tous deux pour fondateurs, saint Louis parce qu'il donna les ressources nécessaires pour lui assurer la vie matérielle, et Blanche de Castille parce qu'elle fut à l'origine du projet de fondation. Une seconde explication, plus prosaïque et plus administrative, tient au fait que Blanche de Castille, dans sa gestion (première et seconde régences, ou gestion déléguée), s'exprima toujours au nom du roi, sans quasiment jamais apparaître.
Un troisième personnage est central dans la fondation : la première abbesse, Alix de Vienne, déjà fondatrice auparavant, dans la même région, du prieuré Saint-Eloi.
La fondation ex nihilo d'une abbaye comme celle du Lys est financièrement très lourde. Elle nécessite un apport de capitaux considérable. Il faut créer le monastère de toutes pièces : acheter les fonds de terre, faire édifier les bâtiments réguliers et l'église, pourvoir la nouvelle abbaye de terres et de rentes suffisantes pour permettre la vie et l'entretien d'un certain nombre de religieuses. Blanche de Castille vient de fonder le monastère de Maubuisson entièrement sur ses propres ressources et il lui est très difficile d'en édifier un nouveau presque aussi important. Saint Louis assume donc toutes les charges de la fondation mais laisse à sa mère, dès le  début, l'initiative de l'entreprise. Le Lys ressemble d'ailleurs trop à Maubuisson pour que ces deux couvents ne puissent être considérés comme l'œuvre du même auteur.

### Date de fondation
La charte de fondation est de juin 1248. Cependant, nous avons la preuve qu'au mois de mars 1244, le lieu où devait s'élever le futur couvent était choisi. Le cartulaire de la Bibliothèque nationale renferme la confirmation d'une vente effectuée à cette date par Guillaume de Sivry, vassal de Persoys de Vaux-le-Vicomte, à l'abbaye de Dammarie. Celle-ci n'existait pas encore puisqu'un certain Guérin Lysenet ne cédait qu'en juin 1244 la pièce de vigne sur laquelle le monastère allait être édifié.
Nous connaissons ainsi deux dates importantes : la première, 1244, est celle du début des travaux ; la seconde, 1248, celle de l'établissement certain des religieuses dans le nouveau couvent.

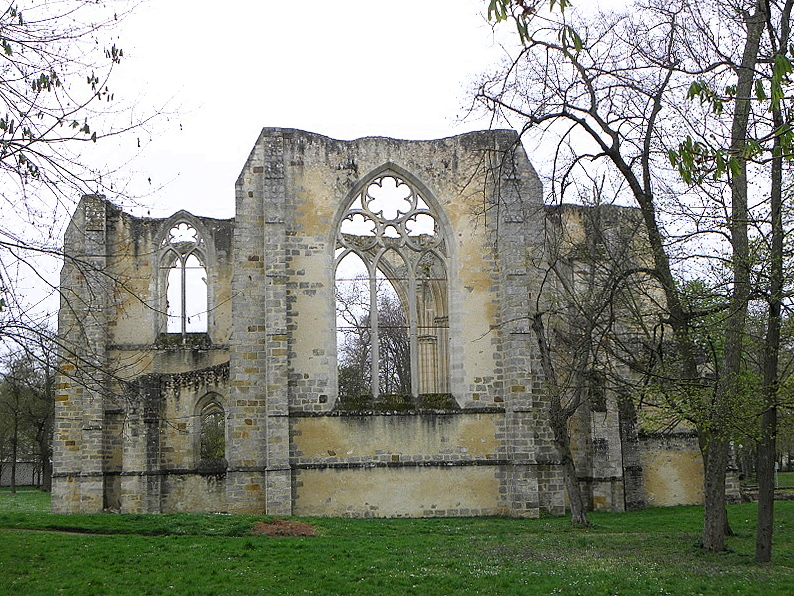
Chevet de l'abbatiale.
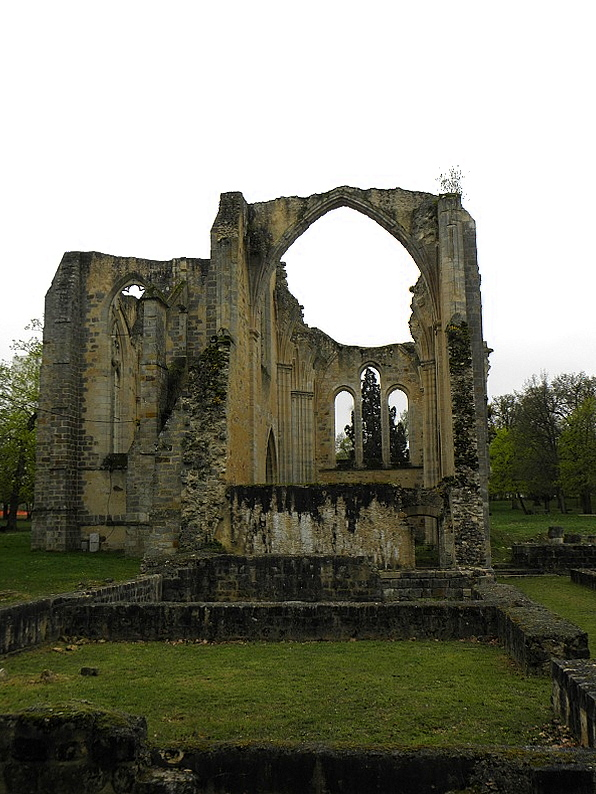
Transept nord et ruines des bâtiments conventuels.
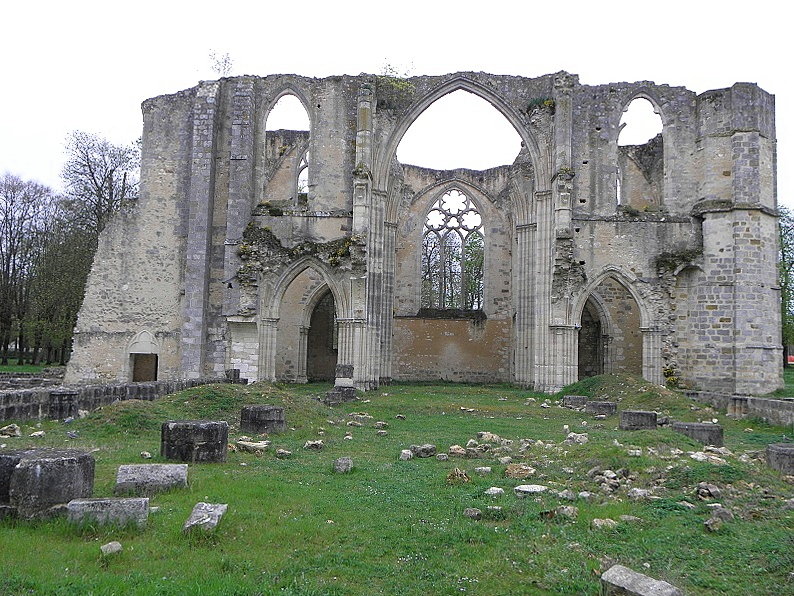
Transept et nefs ruinées.
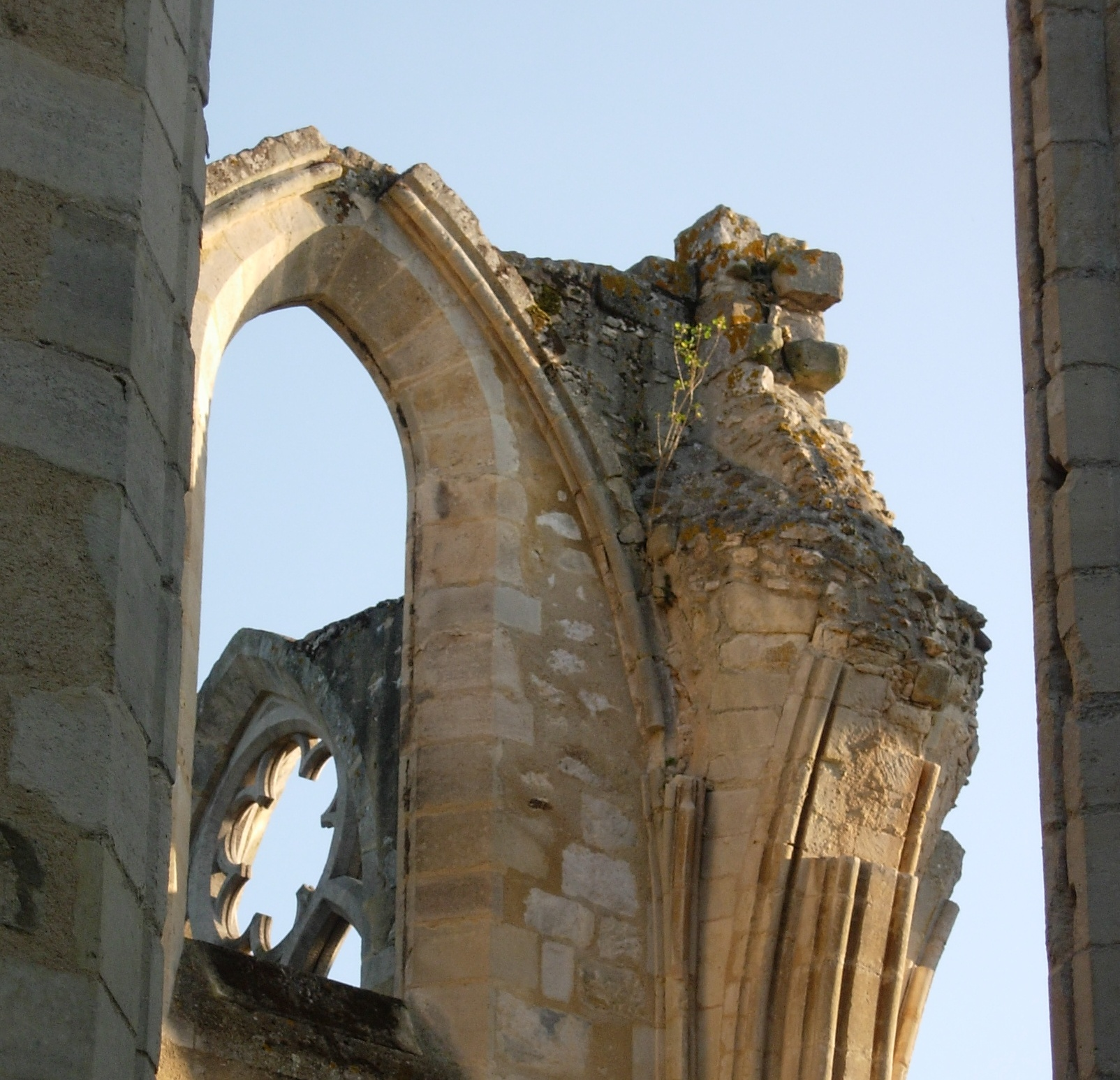
Chœur de l'abbatiale.
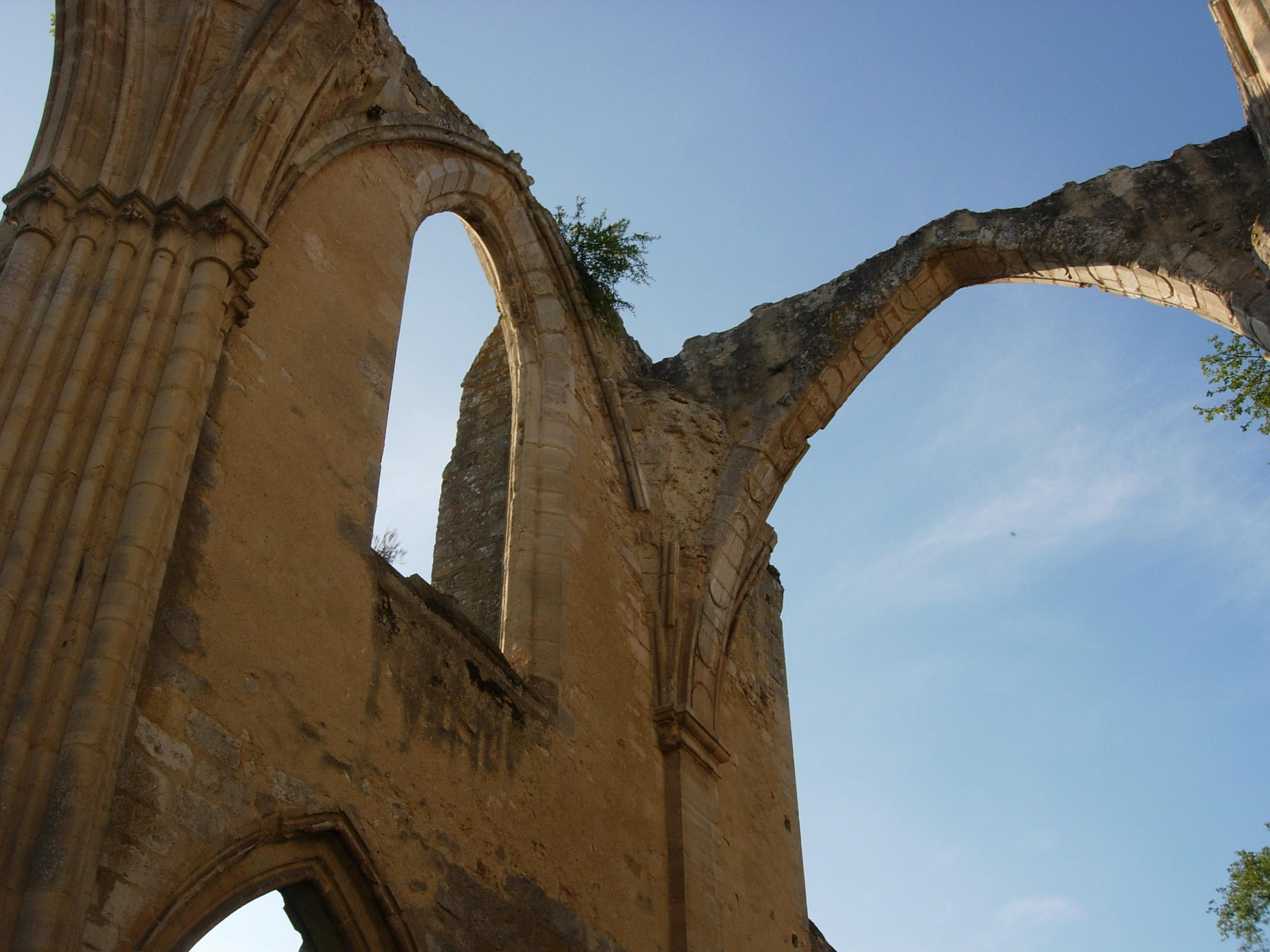
Transept nord.

## Un pèlerinage royal
Jusqu'à Louis XVI et Marie-Antoinette, la plupart des rois et reines de France sont venus ici.

## Personnalités liées
On peut citer :
- Blanche-de-Castille
- Louis IX
- Marie Mancini, nièce du Cardinal Mazarin, a été enfermée à l'Abbaye[5].
- Louis XVI et Marie-Antoinette, qui furent le dernier couple royal à venir en pèlerinage à l'abbaye royale du Lys[6]

## Liste des abbesses de Notre-Dame du Lys
- Alix de Vienne, comtesse de Mâcon, morte le 23 août 1258[7]
- Mahauld ou Mathilde, sa nièce, morte en 1268
- Alips ou  Isabelle de Brabant, morte le 5 février 1275
- (Abra, morte en 1278)
- Comtesse de Melun, morte le 26 septembre 1300
- Pétronille de Griselles, morte le 5 janvier 1311
- Agnès, comtesse de Melun, morte en octobre 1321
- (Mathilde de Brapin)
- Claire d'Atasipts ou d'Atafis, morte en décembre 1327
- Béatrix d'Asailly, morte le 3 janvier 1341
- Marguerite de Dreux, morte le 12 mai 1349
- Eudeline d'Artois de Vauldetar, morte en 1364
- Marie de Courtenay,  morte en janvier 1375
- (Richarde de Bouseville, régnait en 1379
- Marie de Clèves, morte en novembre 1380
- Jeanne d'Evreux, morte en avril 1386
- Marguerite de Laval de Beaujeu, morte en septembre 1389
- (Marie de Melun)
- Agnès de Rouville, morte en 1408
- (Marie de Bragelongne, régnait en 1408-1411)
- Agnès de Languedoc
- Anne de Languedouy, morte en 1452
- Françoise de Menou, morte le 3 septembre 1505
- Marie de Menou, morte le 2 septembre 1515
- Isabeau de Grez, morte en 1520
- Jehanne d'Anquoy, morte en 1530
- Louise de Mailly, morte en août 1556
- Jacqueline Coiffard, se démit en 1560
- Barbe ou Marie de Salm, quitta le Lys en 1586
- Jehanne Roger, se démit le 10 juillet 1588
- Charlotte de Cluys, déposé en 1623
- Catherine Le Roy, mentionnée en 1624
- Marie-Marguerite de La Trémoille, quitta le Lys en 1639
- Marie-Françoise Lescuyer de la Papotière, morte le 25 avril 1668
- Marie-Magdeleine Lescuyer de la Papotière, quitta le Lys en 1678
- Claire-Cécile Colbert (1640-1720), sœur de Jean-Baptiste Colbert[8], quitta le Lys le 20 mars 1698
- Marie-Anne de la Porte de la Melleraye de Mazarin, morte le 13 septembre 1720
- Marie-Françoise d'Aspremont, morte le 13 avril 1733
- Louise de Lohéac de Crappado
- Antoinette de Siougeat, morte en 1778
- Jeanne  de Foissy, quitta le Lys le 3 mars 1791
- Thérèse Boullet, en religion sœur Félicité

## Cœur deBlanche de Castille
Blanche de Castille se retire à Melun vers la fin de sa vie, elle y meurt en 1252, alors que son fils Saint Louis est en croisade avec sa femme Marguerite. Elle sera enterrée à l'abbaye de Maubuisson et son cœur transporté plus tard en l'Abbaye du Lys.

## Déclin et démantèlement
Le monastère connait un lent mais durable déclin. La Révolution va donner le coup de grâce à un ordre monastique en dégénérescence continue en raison du déploiement de la pratique commendataire.
Le 2 août 1790, en application de l'abolition des vœux religieux décrétée la même année par la Constituante, les délégués de l’Assemblée nationale chargés de l’administration ecclésiastique du district de Melun interrogent sur leurs intentions les vingt-neuf moniales subsistant dans l’abbaye (soit 17 religieuses professes et 12 converses). Celles-ci manifestent leur hostilité envers Élisabeth de Foissy accusée de transgresser les règles monastiques de l’ordre et, le 16 janvier 1791, élisent d’autorité une nouvelle supérieure. Le conflit conduit au départ, le 3 mars 1791, de l’ancienne abbesse accompagnée de quinze religieuses. Le 2 février 1792, dans un climat de profonde anarchie et de vives oppositions, la nouvelle supérieure, Thérèse Boullet, procède au partage du mobilier de la communauté et, avec trois sœurs, quitte à son tour l’abbaye.
Au terme de la crise, il ne reste dans les murs que deux religieuses professes, cinq sœurs converses non éligibles et deux religieuses non affiliées à l’ordre. Il ne peut être alors procédé à une nouvelle élection d'une abbesse et ce constat entraine la dispersion définitive des dernières occupantes des lieux.
L’abbaye du Lys devient alors rapidement un  « dépôt de bœufs  de la République » et le club melunais des Jacobins animé par Germain Métier, prêtre défroqué, ordonne ultérieurement la démolition du colombier, symbole de féodalité, ainsi que les communs et le pavillon des hôtes.
La déclaration de bien national cessible est ordonnée le 31 mars 1792. L’évaluation des biens est achevée le 1er octobre 1792 et le mobilier vendu du 15 juin au 3 juillet 1793. Les bâtiments sont pillés, les tombes brisées et le plomb des toitures arraché. Deux projets ; l’un d’un hôpital militaire de 600 lits et l'autre, d’une affectation en église paroissiale, n’aboutissent pas.
Lorsque la commission des revenus nationaux demande de sursoir à la démolition, l’administration du district melunais répond le 6 messidor an II (24 juin 1794) que la démolition de l'abbaye du Lys a lieu : « pour des raisons d'utilité publique et qu'il n'est pas possible de l'arrêter ».
Le 1er nivôse an V (21 décembre 1796) l’abbaye dévastée, ses dépendances et son moulin sont cédés pour la somme de 94 278 livres 9 sous et 6 deniers au citoyen d'origine suisse, Samuel Legoux. La ruine et le terrain sont ensuite successivement détenus par William Temple Franklin (en) (frère de Benjamin Franklin), par le général de La Tour-Maubourg , par le commandant de Maisonneuve puis par le général Jehan de Noüe. Ce dernier cède la propriété en 1947 à la commune de Dammarie-les-lys.

### Dîmes
Les religieuses, abbesse du couvent de Notre-Dame-la-Royale, dite Le Lys-lés-Melun (commune de Dammarie-les-Lys, Seine-et- Marne), eurent à faire face au refus de dîmes que traita le Parlement de Paris le 27 juin 1566, (X1a 1618, fol. 115).

## L'abbaye auXXIesiècle
Aujourd'hui, l'abbaye, bien qu'en ruines, est classée aux monuments historiques et un patrimoine fort de la ville de Dammarie-les-Lys qui a mis en valeur ses ruines au sein d'un grand parc.
La ville utilise également la silhouette du monument sur son logotype.

## Lieu de tournage
En 2018, une équipe de l'émission Secrets d'Histoire a tourné plusieurs séquences à l'abbaye dans le cadre d'un numéro consacré à Blanche de Castille, intitulé  Blanche de Castille, la reine mère a du caractère..., diffusé le 5 juillet 2018 sur France 2,.

## À voir

### La maison abbatiale
Aujourd'hui, à proximité, l'ancienne maison abbatiale est le Centre des musiques Didier Lockwood en hommage à ce violoniste.